# Федоренко, Ариадна Никифоровна
Федоренко Ариадна Никифоровна (19 октября 1922, Житомир — 30 июля 1993, Киев) — советский звукооператор.
Родилась в 1922 г. в г. Житомире в семье служащего. Окончила Ленинградский институт киноинженеров (1945). Работала на студии «Советская Беларусь» (1945—1946), на Киевской киностудии художественных фильмов им. А. П. Довженко (1946—1978).
Оформила ленты: «Запорожец за Дунаем» (1953), «Мать» (1955), «Павел Корчагин» (1956), «Рожденные бурей» (1957), «Повесть наших дней» (1958), «Лилея» (1959), «Вдали от Родины» (1960), «Артист из Кохановки» (1961), «Здравствуй, Гнат!» (1962), «Серебряный тренер», «Пчелы и люди» (1963), «Лушка» (1964), «Гадюка» (1965), «Знакомство» (1966), «Цыган» (1967), «Разведчики» (1968), «Свадебные колокола» (1968), «Та самая ночь» (1970), «Бумбараш» (1971, т/ф), «Место спринтера вакантно» (1976), «От и до» (1977), «За пять секунд до катастрофы» (1977) и др.
Была членом Союза кинематографистов Украины.
Умерла 30 июля 1993 г. в Киеве.